# Nubenefer
Nubenefer (em egípcio: Nwbnfr) é o nome de nascimento de um faraó que pode ter governado durante a II dinastia do Antigo Egito. A duração exata de seu reinado é desconhecida e sua posição cronológica não é clara.